# 滑川道夫
滑川 道夫（なめかわ みちお、1906年11月3日 - 1992年12月13日）は、日本の教育者、教育学者。

## 人物
秋田県湯沢市生まれ。生家は旧士族で父親は道太郎。両親ともに教師。教員準備場から秋田師範学校に進んだ。父の指導を受け自由律俳句に親しみ、俳号は三千夫。
万葉研究家境田四郎教諭のもと、文学教育の重要性に目覚め、専攻科を卒業。秋田師範付属小学校の訓導時代の1930年『北方教育』を創刊し、生活綴方運動を展開し「東京綴方の会」に参加。1932年上京し成蹊学園訓導となり、日本大学卒業。また教育科学研究会言語教育部会に参加。戦後、1946年児童雑誌『銀河』創刊に参加、1957年成蹊学園教育研究所長、1966年東京成徳短期大学教授、東京教育大学教授として国語教育、児童文化を研究。日本児童文学学会会長。1960年『少年少女つづり方作文全集』で産経児童出版文化賞受賞。1981年『桃太郎像の変容』で毎日出版文化賞受賞。1989年『日本児童文学の軌跡』で日本児童文学学会賞受賞。

## 著書

### 単著
- 文学形象の綴方教育 人文書房 1931
- 生活形象綴方教育の実践構築 実践国語教育研究叢書 啓文社 1935
- 童詩読本 啓文社 1937 「こどもの詩の本」養徳社
- 高一綴方指導書 小学館 1939
- 国民学校生活国語教育 国語教育文庫 晃文社 1940
- 少国民文学試論 帝国教育会出版部 1942
- 私たちの読書クラブ 国民図書刊行会 1948
- 生活教育の建設 牧書店 1948
- こどもの読書指導 国土社 1949
- 青少年の読書指導 国土社 1950
- 新しいしつけ 明治図書出版 1950
- としょかん 牧書店 1950 (学校図書館文庫)
- わたしたちの学校図書館 葛城書店 1950.3 (私たちの文庫)
- こどもの詩 牧書店 1952
- 母と教師のための小学二年生作文教室 文化研究社 1952
- 子どもの幸福を 主婦之友社 1953
- 子どもの読書をどうみちびくか 牧書店 1954
- 作文のかきかた あかね書房 1954 (小学生学習文庫)
- たのしい学校としょかん 本の読みかたえらびかた あかね書房 1954 (小学生学習文庫)
- 少年少女のための文学への道しるべ 牧書店 1955 (学校図書館文庫)
- しつけのメモ 愛と規律の120章 牧書店 1957
- つづりかた現代の歴史 牧書店 1958 (牧少年少女文庫)
- 子どもの生活指導 子どもの幸福を 牧書店 1958
- 新しい家庭のしつけ 明治図書出版 1958
- 子どもをよくする父親の条件母親の条件 知性社 1958
- 読書指導 牧書店 1959
- 作文教育 牧書店 1961
- テレビと子ども 牧書房 1961
- よい作文のかきかた あかね書房 1962(目でみる学習文庫)
- 随筆北方山脈 牧書店 1963
- 家庭の道徳教育 明治図書出版 1964 (シリーズ・現代家庭教育新書)
- 子どもの詩の教室  味わいかたと書き方 あすなろ書房 1965
- 児童文学と読書指導 牧書店 1965 (児童文学研究シリーズ)
- 子どもの性格は三年生までに 基本的な性格づくり あすなろ書房 1965
- 行動半径二百メートル 短編集 実業之日本社 1967 (創作少年少女小説)
- オモチャ教育論 東京堂出版 1969
- 子どもの喜びも悲しみも 学園書房 1970
- 児童文化論 東京堂出版 1970
- 読解読書指導論 東京堂出版 1970
- これからのしつけ 明治図書出版 1971 (シリーズ・現代家庭教育新書)
- 手旗信号 講談社 1972 (少年少女現代日本創作文学)
- 野口英世 講談社 1972 (少年少女講談社文庫) のち青い鳥文庫
- 現代の読書指導 明治図書出版 1976
- ちんぷんかんぷん 旺文社 1977.10 (旺文社ジュニア図書館)
- 日本作文綴方教育史 1-3 国土社 1977-1983
- 映像時代の読書と教育 国土社 1979.11 (国土新書)
- 少年少女のための文学入門 あすなろ書房 1980.6 (あすなろ・人生の本)
- 桃太郎像の変容 東京書籍 1981.3
- 勝海舟 世界の伝記 ぎょうせい 1982.1
- 滑川道夫教育随想選 教わること学ぶこと 教育出版センター 1982.11
- 新釈いろはかるた ぎょうせい 1983.1
- ことわざ読本 1985.6 (角川選書)
- 雪路 (句集) 1986.2 (リーブル)　滑川三千夫名義
- 日本児童文学の軌跡 理論社 1988.9
- 解説国語教育研究 国語教育史の残響 東洋館出版社 1993.8
- 体験的児童文化史  国土社 1993.8
- 青い雲の時代 湯沢・秋田・東京・先輩たち・教育・子供の遊び・児童文学 滑川道夫遺文集 秋田文化出版 1994.5

### 共編著
- 生活学校の諸活動 稲垣友美共著 牧書店 1949
- 小学生教室事典 柳内達雄共編 牧書店 1951
- 読書相談 読書指導の進展のために 阪本一郎共著 牧書店 1952
- 作文教育新論 波多野完治共著 牧書店 1953 (牧教育新書)
- 学校図書館司書教諭実務 新光閣 1954
- 共同討議・改定学習指導要領をめぐる新しい国語教育 牧書店 1959
- 山本有三読本 その生涯と作品 学習研究社 1959 (近代日本文学読本)
- マンガと子ども 牧書店 1961
- 読書指導事典 指導編・作品編 阪本一郎、深川恒喜共編 平凡社 1961-1962
- 国語の指導計画 国土社 1962 (指導計画書シリーズ 小学校の部)
- 現代児童文学事典 至文堂 1963
- 児童文学概論 福田清人、鳥越信共編 牧書店 1963
- おかあさんこんにちは 国分一太郎共編 あすなろ書房 1965
- 孫とつきあう法 好かれること・遊ぶこと・しつけること 滑川とみえ共著 あすなろ書房 1967
- 家庭の読書指導 日本読書指導研究会共編 国土社 1970
- 近代日本の児童文化 菅忠道共編 新評論 1972
- 学級の読書指導 日本読書指導研究会共編 国土社 1973
- 学校の読書指導 日本読書指導研究会共編 国土社 1973
- 児童文化 幼児教育科・保育科・保母養成課程用 中川正文共編 東京書籍 1975.2 (現代幼児教育シリーズ)
- 作文指導模範事例集 倉沢栄吉共編 第一法規出版 1981.3

### 編纂
- 御民われら 小国民詩集 講談社 1942
- 少年少女つづり方作文全集 全10巻 東京創元社 1959

### 翻訳
- ドリトル先生とかいぞく ヒュー・ロフティング、アル・パーキンス 日本パブリッシング 1969

### 論文
- 「兒童讀物の敎育性と敎訓性」『教育科学研究』第1巻3号 (1939)
- 「國民科國語讀本について―言語教育部會最近の動勢」『教育科学研究』第2巻4号 (1940)